# Бер Оук (Канзас)
Бер Оук (енгл. Burr Oak) град је у америчкој савезној држави Канзас.

## Демографија
По попису из 2010. године број становника је 174, што је 91 (-34,3%) становника мање него 2000. године.
| Група             | 2000.       | 2010.       |
| Белци             | 253 (95,5%) | 168 (96,6%) |
| Афроамериканци    | 0 (0,0%)    | 0 (0,0%)    |
| Азијати           | 0 (0,0%)    | 0 (0,0%)    |
| Хиспаноамериканци | 4 (1,5%)    | 3 (1,7%)    |
| Укупно            | 265         | 174         |